# Murray (contea di Lassen)
Murray è una città fantasma degli Stati Uniti d'America situata nella Contea di Lassen, nello Stato della California. Si trovava su un tratto ferroviario a una distanza di circa 12 km a sud di Karlo.